# Grafschaft Oettingen
Die Grafschaft Oettingen (auch Öttingen), seit dem 17./18. Jahrhundert auch Fürstentum Oettingen, war eine reichsunmittelbare Herrschaft der Grafen von Oettingen rund um die Reichsstadt Nördlingen, mit dem Kerngebiet im Nördlinger Ries im heutigen Bayern und Baden-Württemberg.
Zum Ende des Heiligen Römischen Reiches 1806 umfasste die Grafschaft rund 850 km² und 60.000 Einwohner.

## Mittelalter
1141 benannte sich ein edelfreies, seit 1147 den Grafentitel führendes Adelsgeschlecht nach dem Ort Oettingen im Nördlinger Ries. Die „ältere Grafschaft Oettingen“ hatte ihren Mittelpunkt nicht im Ries, sondern im angrenzenden südfränkischen Raum an der Wörnitz. Es war eine typische staufische Amtsgrafschaft, eine im Namen des Herrschers ausgeübte Vogtei. Nach dem Untergang der Staufer erfolgte im 13./14. Jahrhundert ein Umbau zur „jüngeren Grafschaft Oettingen“ verbunden mit einer herrschaftlichen Verdichtung im Nördlinger Ries durch Übernahme des regionalen Königsguts (Harburg, Alerheim, Wallerstein, Katzenstein) und einem Rückzug aus den fränkischen Besitzungen. Dabei wurden auch Güter des Hochstifts Eichstätt sowie andere Adelsgüter wie Hürnheim oder Truhendingen nach und nach übernommen. Durch zahlreiche Besitzbestätigungen und Privilegien der Kaiser und Könige, Hochgerichts- und Zollrechte bildete sich seit Anfang des 15. Jahrhunderts ein deutlich umgrenzter Regaliensprengel.
1418, 1442 und 1485 schwächten Teilungen das Herrschaftsgebiet.

## Neuzeit

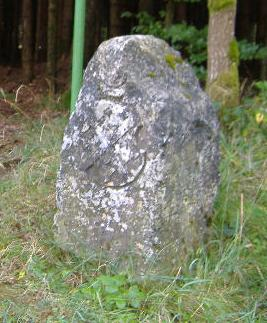
Grenzstein der Grafschaft Oettingen zu den ehemaligen Territorien Herzogtum Pfalz-Neuburg und Fürstentum Thurn und Taxis (in der Nähe von Amerdingen)

1522 spaltete sich das Gebiet in die evangelische Linie Oettingen-Oettingen, 1674 in den Fürstenstand erhoben, die sieben Zwölftel der Besitzungen erhielt und im Jahre 1731 ausstarb und die katholische Linie Oettingen-Wallerstein, die fünf Zwölftel der Besitzungen erhielt. Dabei wurden die Städte Oettingen und Wemding geteilt. Oettingen war doppelter Fürstensitz, konfessionell gespalten nach Straßenseiten aufgeteilt, die städtischen Institutionen gemeinsam oder oft auch abwechselnd besetzt. Der julianische und der gregorianische Kalender galten nebeneinander. Die häufigen Erbteilungen und die konfessionellen Spaltungen verhinderten eine erfolgreiche Territorialpolitik. Der Hausbesitz blieb für eine eigenständige Politik stets zu klein. Trotz der Spaltung, welche die Linien in feindliche Lager führte, blieb die staatsrechtliche Einheit der Grafschaft ungeachtet weiterer Erbteilungen bis 1806 unangetastet.

### Reichsmatrikel von 1521
Laut Reichsmatrikel von 1521 hatte die Grafschaft für die Reichsarmee 8 Reiter, 45 Fußsoldaten, 138 Gulden zu stellen.
Das Recht der Münzprägung bestand vom Ende des 14. bis Mitte des 18. Jahrhunderts. Mit der Reichsstadt Nördlingen, die eine Enklave der Grafschaft wurde, gab es häufig Konflikte um Hoheitsrechte. Vom 16. bis Anfang des 18. Jahrhunderts reichte Nördlingen 103 diesbezügliche Klagen vor dem Reichskammergericht ein.
Gegenüber den wittelsbachischen Besitzungen, dem Kurfürstentum Bayern bzw. Pfalz-Neuburg bildete sich bis 1533 eine eindeutige grundherrschaftliche Grenze aus. Gegen das hohenzollersche Fürstentum Ansbach gab es eine breite Konfliktzone überlagernder Regalienansprüche, die erst 1796 endgültig geklärt wurden.
Trotz dieser Erhebungen in den Reichsfürstenstand hatten die Oettinger Regenten im Reichstag bis 1803 nur Anteil an der Kuriatstimme der Grafenbank des Schwäbischen Reichskreises. Im Artikel 24 der Rheinbundakte wurde das Fürstentum Oettingen 1806 durch das Königreich Bayern mediatisiert. Der Westteil, etwa ein Drittel der ehemaligen Grafschaft ging 1810 an das Königreich Württemberg.

## Territoriale Gliederung

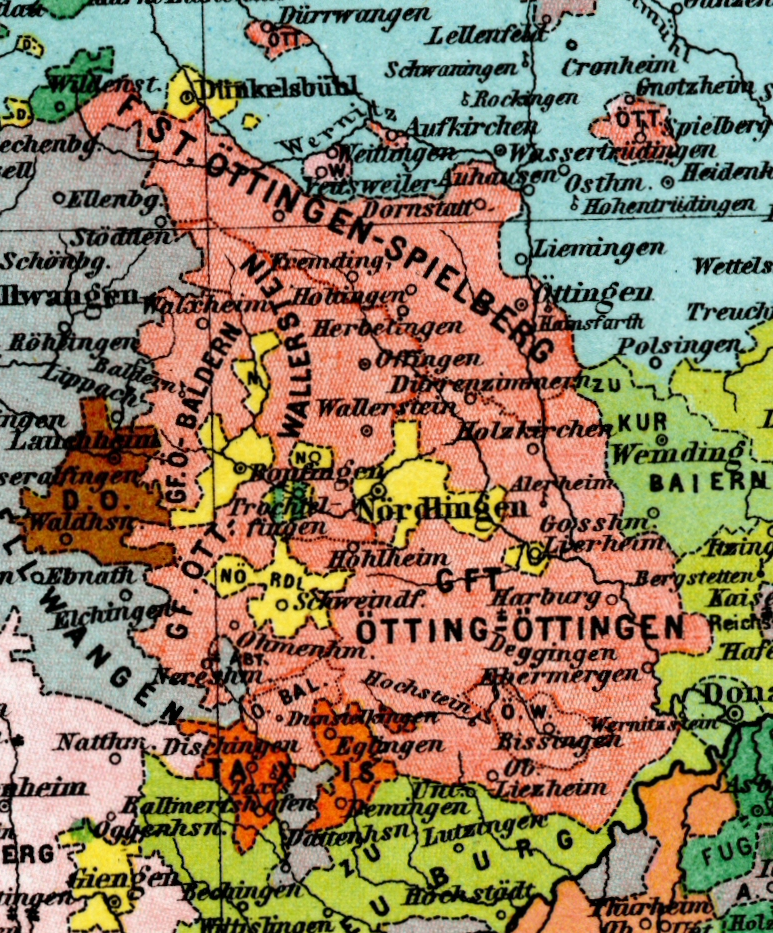
Die Grafschaften Oettingen-Oettingen, Oettingen-Baldern, Oettingen-Wallerstein und Oettingen-Spielberg im 18. Jahrhundert

Durch mehrmalige Teilungen des Hauses Oettingen entstanden verschiedene Teilgrafschaften. Diese bildeten eine unterschiedliche Verwaltung und jeweils eigene Gerichtsbarkeit. Besonders in und seit der Reformation traten diese Teilterritorien auch in politischen Gegensatz zueinander.
Siehe auch: Teilungen und Linien des Hauses Oettingen

### Grafschaft / Fürstentum Oettingen-Oettingen

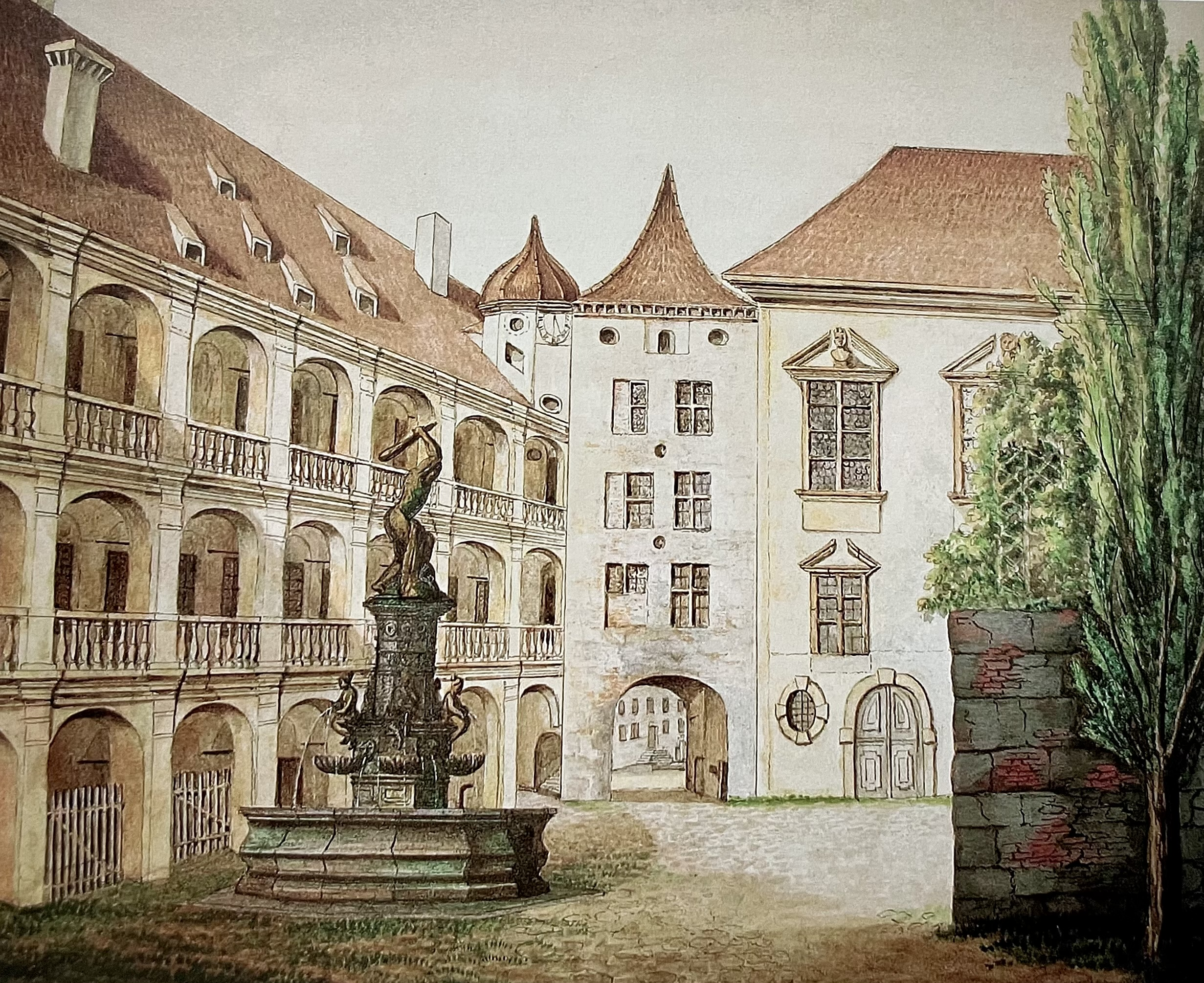
Altes Schloss in Oettingen

Die Grafschaft bzw. das Fürstentum Oettingen-Oettingen entstand durch die konfessionelle Teilung im Jahre 1522 und wurde regiert von der evangelischen Linie Oettingen-Oettingen. Diese erhielt sieben Zwölftel der Besitzungen und beherrschte das östliche Ries sowie die nördlichen und südlichen Randgebiete. Als Residenzort diente das Alte Schloss in Oettingen. Durch die Organisationsgeschicke der Grafen Gottfried, Ludwig Eberhard und Joachim Ernst sowie durch Einführung der Primogenitur im Jahr 1569, verschaffte sich die Grafschaft Oettingen-Oettingen im Vergleich zur Grafschaft Oettingen-Wallerstein, trotz der Folgen des Dreißigjährigen Krieges, einen Vorsprung auf dem Gebiet ihrer Staatsverwaltung. Flächenmäßig stelle es das größte oettingische Teilterritorium dar.
Im Jahr 1674 wurde Albrecht Ernst I. zum Reichsfürsten ernannt und seine Grafschaft Oettingen-Oettingen wurde zum Fürstentum erhoben. Durch den Tod seines Sohnes Albrecht Ernst II. im Jahr 1731 erlosch die protestantische Linie. Ihre Besitztümer gingen an die Linie Oettingen-Wallerstein zu je zwei Drittel und an die Linie Oettingen-Spielberg zu je einem Drittel. Außerdem wurde durch Erbvertrag geregelt, dass der evangelische Glaube im einstmaligen Fürstentum Oettingen-Oettingen weiter galt und es somit nicht zu einer Rekatholisierung dieser Gebiete kam.
Administrative Gliederung
Die administrative Ebene gliederte sich in folgenden Verwaltungsgebieten:
- Oberamt Alerheim
- Oberamt Harburg
- Oberamt Hochhaus
- Oberamt Oettingen (zur Hälfte)
- Pflegamt Klosterzimmern

### Grafschaft / Fürstentum Oettingen-Wallerstein

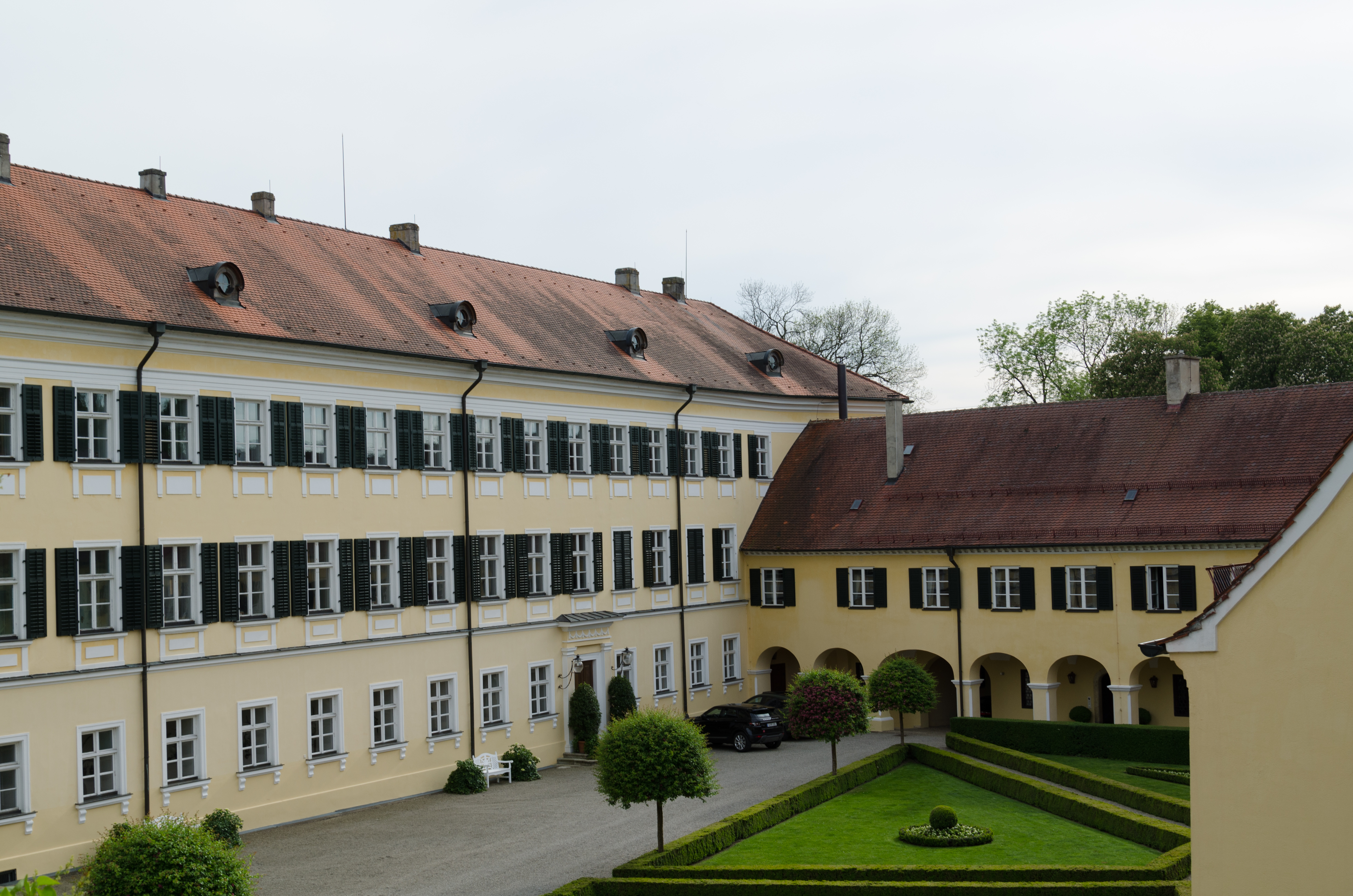
Schloss Wallerstein

Daneben entstand durch die konfessionelle Teilung im Jahr 1522 die katholische Grafschaft Oettingen-Wallerstein. Diese umfasste einen Anteil von fünf Zwölftel der Besitzungen, die sich auf das Westries und die westlichen Ränder erstreckten. Als Residenzort diente zunächst die Burg Wallerstein, dann das Schloss Wallerstein. Kurzzeitig unterbrochen wurde die Herrschaft der katholischen Linie über Wallerstein durch den schwedischen König Gustav II. Adolf im Dreißigjährigen Krieg, der die Herrschaft 1632 seinem General Lorenz von Hofkirchen schenkte, dem Schwiegersohn Graf Ludwig Eberhards aus der evangelischen Linie. Nach der schwedischen Niederlage bei Nördlingen im September 1634 wurde Hofkirchen vertrieben. 
Durch die Teilung der Linie Oettingen-(Alt)-Wallerstein im Jahr 1623/94 in die drei Linien Oettingen-Wallerstein, Oettingen-Baldern und Oettingen-Spielberg ergaben sich auch weitere Teilterritorien aus diesen fünf Zwölfteln. Oettingen-Wallerstein erhielt 1731 mit Aussterben der Linie Oettingen-Oettingen zwei Drittel von deren Besitzungen. 1764 führte das durch das oettingen-oettingische Erbe vollends zur stärksten Teilgrafschaft gewordene Oettingen-Wallerstein die Primogenitur ein.
Im Jahr 1774 wurde Kraft Ernst zum Reichsfürsten ernannt und seine Grafschaft Oettingen-Wallerstein wurde zum Fürstentum erhoben. Oettingen-Wallerstein beerbte außerdem 1798 die Linie Oettingen-Baldern.
Administrative Gliederung
Das Verwaltungsgebiet der Grafschaft Oettingen-Wallerstein gliederte sich nach der Teilung 1623/1694 in folgende Ämter:
- Oberamt Wallerstein
- Oberamt Marktoffingen
- Oberamt Bissingen
- Amt Flochberg
- Oberamt Neresheim

Oettingen-Wallerstein erhielt 1731 mit Aussterben der Linie Oettingen-Oettingen zwei Drittel von deren Besitzungen. Hinzu kamen dadurch zum Verwaltungsgebiet die Ämter:
- Oberamt Harburg
- Oberamt Alerheim
- Oberamt Hochhaus
- Pflegamt Klosterzimmern

sowie durch den Erbfall Oettingen-Baldern 1798:
- Pflegamt Baldern
- Pflegamt Katzenstein
- und die Herrschaft Dagstuhl, für die Oettingen-Wallerstein 1803 mit kirchlichem Besitz in Bayern und Württemberg entschädigt wurde.[1]

Ab 1818 wurden im Fürstentum Oettingen-Wallerstein folgende Herrschaftgerichte eingerichtet, die in verschiedene Steuerdistrikte eingeteilt wurden:
- Herrschaftsgericht Harburg
- Herrschaftsgericht Bissingen
- Herrschaftsgericht Wallerstein
- Herrschaftsgericht Maihingen
- Untergericht Aufkirchen

### Grafschaft Oettingen-Baldern

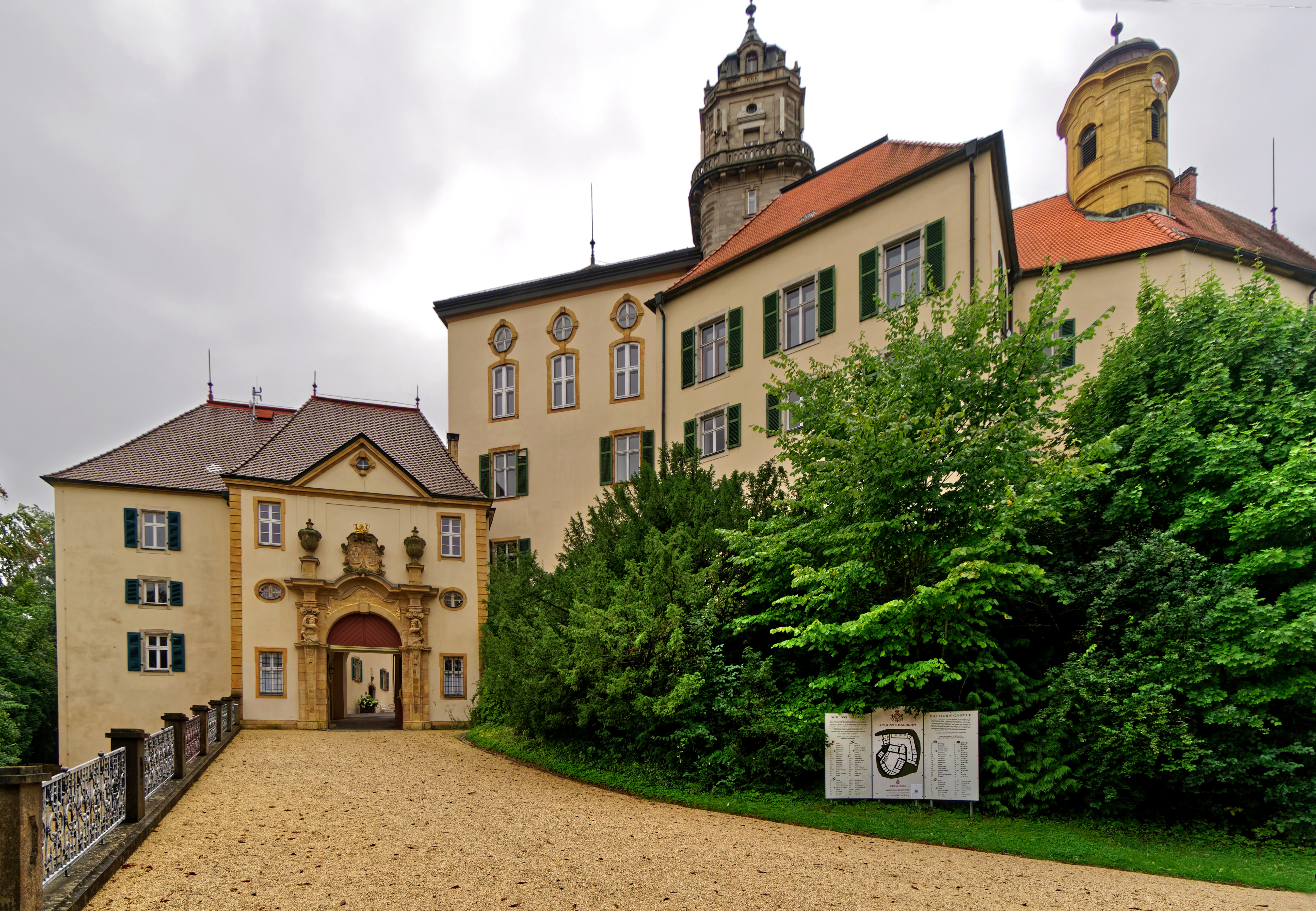
Schloss Baldern

Durch die Teilung der Linie Oettingen-(Alt)-Wallerstein im Jahr 1623/94 entstand die Linie Oettingen-Baldern. Als Residenzort diente das Schloss Baldern.
Das Verwaltungsgebiet der Grafschaft Oettingen-Baldern gliederte sich in folgende Ämter:
- Pflegamt Baldern
- Pflegamt Katzenstein

Die Linie Oettingen-Baldern starb mit dem Tode Graf Franz Wilhelm im Jahr 1798 aus und ihre Besitzungen gingen an die Linie Oettingen-Wallerstein über.

### Grafschaft / Fürstentum Oettingen-Spielberg

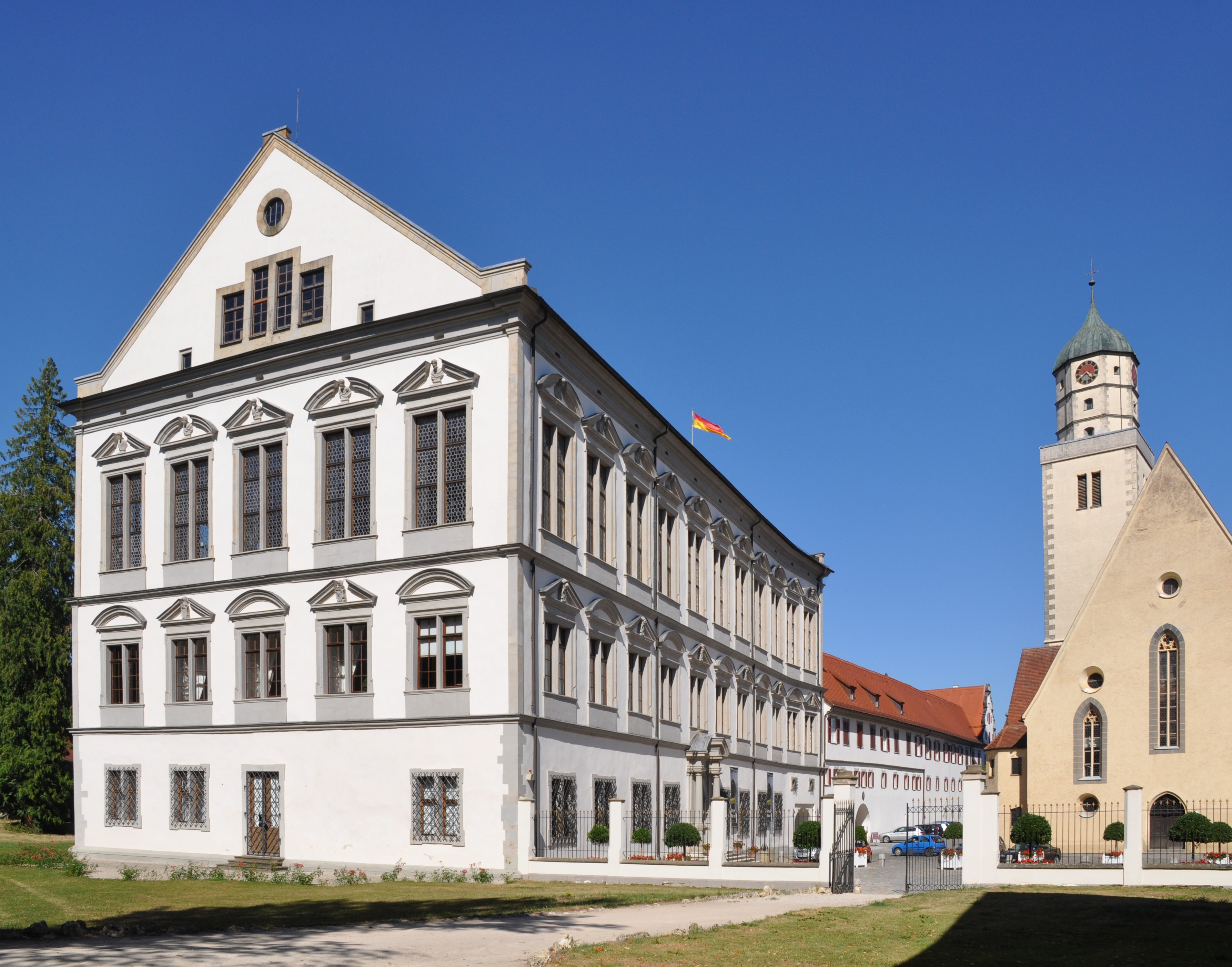
Schloss Oettingen

Durch die Teilung der Linie Oettingen-(Alt)-Wallerstein im Jahr 1623/94 entstand die Linie Oettingen-Spielberg. Der Namensbestandteil Spielberg stammt von der Burg Spielberg in Spielberg. Als Residenzort diente zunächst die Münz, dann an selber Stelle das Neue Schloss in Oettingen. Im Jahr 1734 wurde Franz Albrecht I. in den Fürstenstand ernannt und seine Grafschaft Oettingen-Spielberg wurde zum Fürstentum erhoben. Oettingen-Spielberg erhielt mit dem Aussterben der Linie Oettingen-Oettingen im Jahr 1731 eine Drittel der Besitzungen.
Administrative Gliederung
Das Verwaltungsgebiet der Grafschaft Oettingen-Spielberg gliederte sich in folgende Ämter:
- Oberamt Oettingen (zur Hälfte)
- Pflegamt Spielberg
- Amt Dürrwangen

Oettingen-Spielberg erhielt 1731 mit Aussterben der Linie Oettingen-Oettingen ein Drittel von deren Besitzungen. Hinzu kamen dadurch zum Verwaltungsgebiet die Ämter:
- Oberamt Oettingen (nun Ganz)
- Oberamt Aufkirchen
- Oberamt Mönchsroth
- Schneidheim

Ab 1818 wurden im Fürstentum Oettingen-Spielberg folgende Herrschaftgerichte eingerichtet, die in verschiedene Steuerdistrikte eingeteilt wurden:Herrschaftgericht Mönchroth
- Stadt- und Herrschaftsgericht Oettingen
- Herrschaftsgericht Oettingen jenseits der Wörnitz
- Herrschaftsgericht Oettingen diesseits der Wörnitz